# 長谷川浩一 (官僚)
長谷川 浩一（はせがわ こういち）は、日本の財務官僚。東京大学公共政策大学院教授や、外務省大臣官房審議官、日EU戦略的パートナーシップ協定首席交渉官、財務省東海財務局長を経て、アジア開発銀行日本代表理事。

## 人物・経歴
東京都大田区出身。灘高等学校を経て、1984年東京大学法学部第2類（公法コース）卒業、大蔵省入省。理財局国債課配属。1986年米州開発銀行派遣。1989年ジョージタウン大学法学修士。同年7月主税局国際租税課租税協定第一係長。1991年7月大臣官房調査企画課長補佐（調整）。2001年世界銀行派遣。2003年財務省国際局開発機関課開発企画官。2004年兼地域協力課地域協力企画官。2005年財務省国際局地域協力課国際調整室長。2005年財務省国際局開発機関課長。2006年国際協力銀行開発金融研究所主任研究員（シンガポール駐在）。2008年財務省大臣官房参事官（関税局関税課担当）。2009年東京税関総務部長。2011年東京大学公共政策大学院教授。2013年7月22日から外務省大臣官房審議官兼欧州局を務め、日EU戦略的パートナーシップ協定の日本側首席交渉官として交渉にあたった。2014年7月18日東海財務局長。2015年アジア開発銀行日本代表理事。財務省大臣官房審議官（大臣官房担当）兼財務総合政策研究所副所長を経て、2021年財務省大臣官房付、退官、三井物産戦略研究所特別研究フェロー。